# Yama-Uba

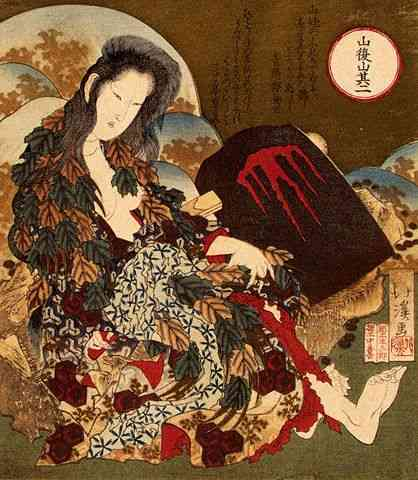
Yama-Uba, träsnitt av Hokusai

Yama-Uba är kvinnliga bergsandar i japansk mytologi.

## Kännetecken
Yama-Uba ser ut som en vanlig ful gammal gumma. Hennes röda kimono är kladdig och söndersliten. Yama-Uba har en extra mun på huvudet. Hon har möjligheten att skifta utseende för att fånga sina offer.
Hennes beteende skiljer sig mellan de olika berättelserna. Ibland uppträder hon som snygg kvinna eller hon ser ut som en känd person till offret. Det förekommer även att Yama-Uba visar sig just som gammal och hjälplös gumma. Efter att hon fått offrets förtroende blir hon ond och äter sitt byte.